# Santuario de Nuestra Señora de la Sierra (Cabra)

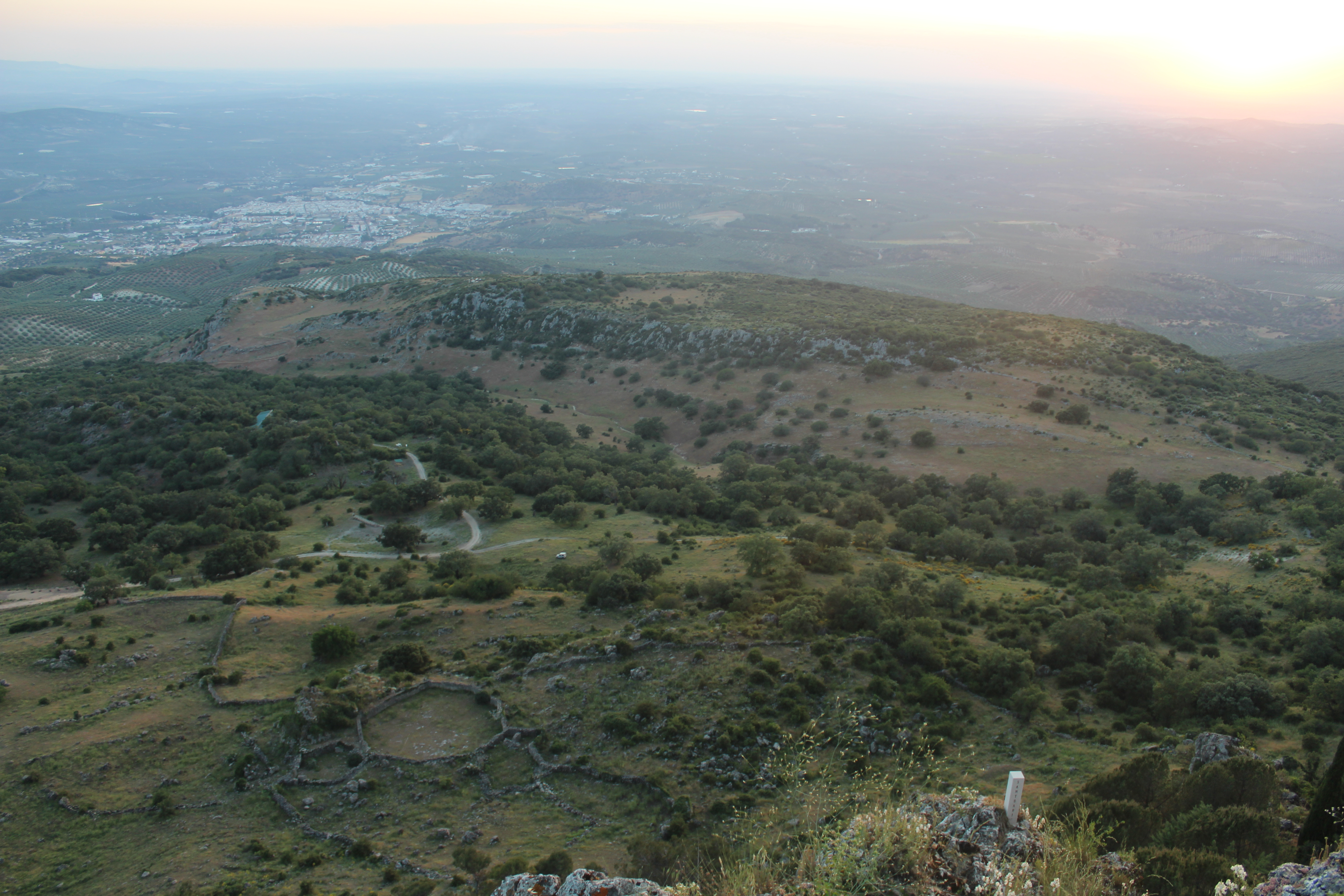
Vista desde la ermita de la Virgen de la Sierra con las vistas de Cabra

El santuario de la Virgen de la Sierra, también conocido como la ermita de la Virgen de la Sierra, es una iglesia y lugar de culto católico situada a 15 kilómetros de Cabra, España, en la cima del Picacho de la Sierra de Cabra y donde es venerada la Virgen de la Sierra. Durante la primavera de cada año se celebran diversas romerías, y cada día 4 de septiembre a las 4 de la tarde, durante la feria local, se realiza la tradicional "Bajá" o traslado de la Virgen desde la ermita hasta la vecina ciudad de Cabra, donde se mantendrá durante un mes en la iglesia de la Asunción y Ángeles hasta su regreso a la ermita.

## Geografía
El santuario está ubicado en pleno centro del parque natural de las Sierras Subbéticas. El enclave geográfico es considerado el balcón de Andalucía por las inmejorables vistas que se pueden tener desde su mirador y por encontrarse en el centro geográfico de esta comunidad, abarcando un espectacular escenario paisajístico, geológico y geográfico. Hasta allí acuden numerosos devotos de la virgen procedentes de toda Andalucía y España.

## Historia
El edificio comenzó su construcción en el año 1260, muy ligado a la aparición de la virgen. La primera noticia histórica en el que se nombra el santuario que se conserva es la venta de la Venta de la Dehesa al Concejo de la Villa de Cabra en 1396; las siguientes referencias a la ermita serán los Libros de las Constituciones antiguas de la cofradía durante el siglo XV. Sufre una gran modificación y ampliación el año 1591, dándole la mayoría de su aspecto actual.

### Remodelación
La última remodelación importante fue realizada en 2007, renovando los tejados de todo el santuario, y rehabilitando la iglesia con utilización de mármol local. En la misma restauración se mejoró el mirador con un mapa de piedra de las vistas y el suelo.

## Características
El edificio es de cruz latina, de única nave cubierta con bóveda de cañón y el crucero con casquete semiesférico. El camarín ochavado se completa con un grupo de edificios como la sacristía, la hospedería, la casa del capellán y la casa del santero. Estas dependencias se distribuyen alrededor de un claustro porticado.
Existe constancia documental de la existencia al menos desde 1668 de un retablo barroco dentro del santuario construido con mármol rojo propio de Cabra y mármol negro, obra de Melchor de Aguirre, con un camarín en el que se custodia la imagen de la Patrona de Cabra. El camarín fue proyectado en 1927 por el arquitecto José Daverio y su construcción fue financiada por Carmen Giménez Flores, I vizcondesa de Térmens. En las calles laterales existen tallas en piedra de san Joaquín y de san José con el Niño.
La imagen de la Virgen de la Sierra, de estilo gótico arcaico, data de finales del siglo XIII, y fue restaurada en 1978; mientras que el Niño es de estilo barroco del siglo XVIII. Está dispuesta sobre una peana de mármol con aplicaciones de bronce, del propio José Daverio.
También existen tallas de san Fernando, considerado patrón y fundador del santuario, y de santa Ana, obra de 1742, del escultor Cecilio Antonio Franco Roldán. A la izquierda en la nave se ve una moderna imagen de crucificado llamado Cristo del Picacho, de madera barnizada en su color, de cuatro clavos, tallado por Miguel Arjona en 1980. En 2013 se incorporó la imagen de San Agustín, obra del cordobés José Antonio Cabello Montilla.